# Silviu Băiceanu
Silviu Băiceanu (* 23. Mai 1978 in Constanța, Kreis Constanța) ist ein ehemaliger rumänischer Handballspieler.
Der Kreisspieler hat eine Größe von 1,97 m und wiegt 105 kg. Er spielte von 1999 bis 2003 bei Steaua Bukarest, von 2003 bis 2006 bei HCM Constanța, von 2006 bis 2008 bei Frisch Auf Göppingen und wechselte anschließend zum dreifachen rumänischen Meister HCM Constanța zurück. Zuletzt spielte er beim israelischen Verein Maccabi Rishon LeZion.
Für die Rumänische Nationalmannschaft warf er 57 Tore in 15 Länderspielen.
Seit 2013 ist Băiceanu Sportdirektor des rumänischen Klubs CSU Neptun.

## Erfolge
- Rumänischer Meister 2000, 2001, 2004, 2006, 2009, 2010, 2011
- Rumänischer Pokalsieger 2000, 2001, 2006, 2011